# Lukavice (ort i Tjeckien, Pardubice, lat 49,89, long 15,84)
Lukavice är en ort i Tjeckien.   Den ligger i regionen Pardubice, i den centrala delen av landet, 100 km öster om huvudstaden Prag. Lukavice ligger 314 meter över havet och antalet invånare är 746.
Terrängen runt Lukavice är platt åt nordost, men åt sydväst är den kuperad. Runt Lukavice är det ganska tätbefolkat, med 72 invånare per kvadratkilometer. Närmaste större samhälle är Pardubice, 17,4 km norr om Lukavice. Omgivningarna runt Lukavice är en mosaik av jordbruksmark och naturlig växtlighet.